# Margarita Khemlin
Margarita Hemlin (sinh ngày 6 tháng 7 năm 1960) là một nữ nhà văn người Nga. Tháng sáu năm 2014, Người truy nguyên (Дознаватель) được bình chọn là cuốn truyện trinh thám hay nhất thời kỳ hậu Xô Viết.
Bà đã học chuyên ngành thơ tại Trường viết văn Gorky 1980-1985, ra trường làm ở phòng quản lý nhà đất, rửa bát cho nhà hàng rồi chuyển sang làm phóng viên. Đề tài của bà là cuộc sống của người Do Thái. Bà đã có các tập truyện in Dòng sông sống động, Thế chiến thứ ba của Vasia Solomonovna, tiểu thuyết Klotzvog, Ngoài rìa và Người truy nguyên. Chùm truyện Vĩnh biệt người đàn bà Do Thái được giải thưởng năm 2007 của tạp chí Ngọn Cờ. Từ năm 2012, bà được mời làm giám khảo giải thưởng văn học O. Henry.